# Sympycnus aechmophorus
Sympycnus aechmophorus är en tvåvingeart som beskrevs av Henk J.G. Meuffels och Patrick Grootaert 1987. Sympycnus aechmophorus ingår i släktet Sympycnus och familjen styltflugor. Inga underarter finns listade i Catalogue of Life.